# Kim Kardashian

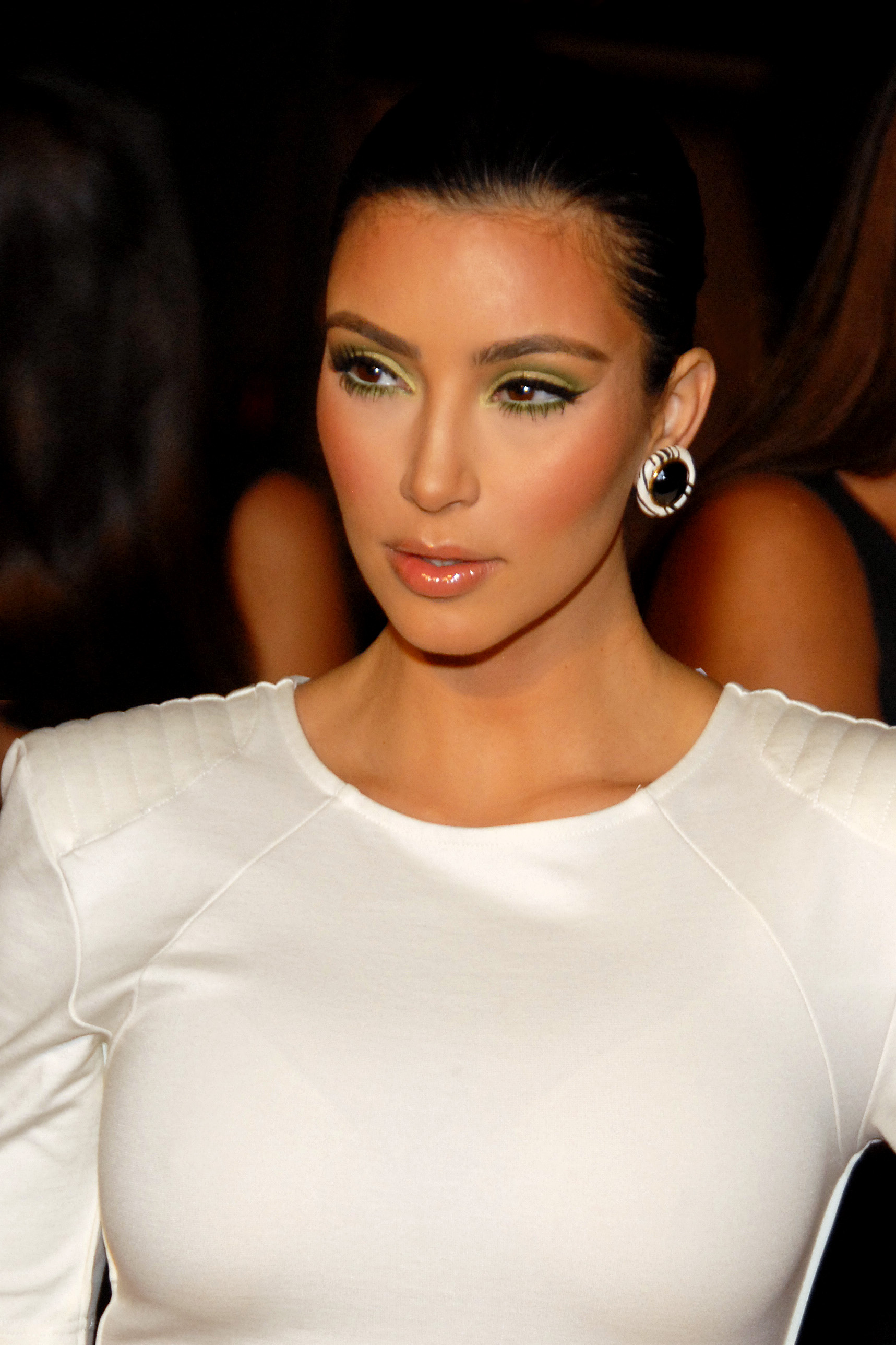
Kim Kardashian

Kimberly Noel Kardashian (fostă West; n. 21 octombrie 1980, Los Angeles, California, SUA) este un antreprenor, fotomodel și vedetă de televiziune din Statele Unite. Ea este una dintre cele trei fiice ale defunctului avocat al lui O. J. Simpson, Robert Kardashian.

## Familia și viața timpurie

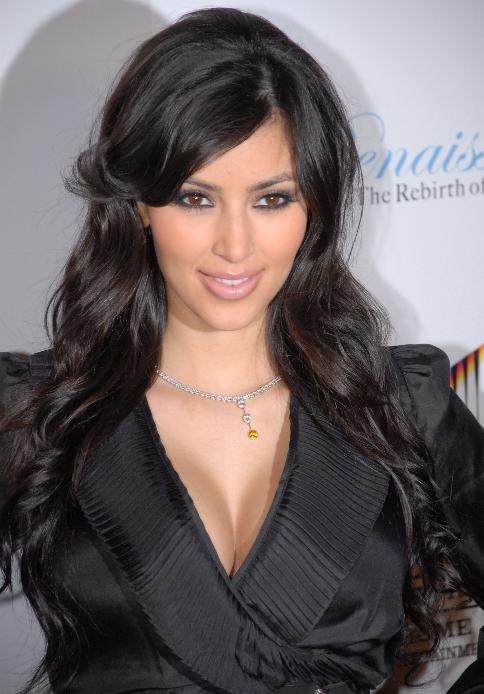
Kim Kardashian în 2007

Kim Kardashian s-a născut pe 21 octombrie 1980 în Los Angeles, California, în familia lui Robert Kardashian și Kris (născută Houghton). Ea are o soră mai mare, Kourtney, o soră mai mică, Khloé, și un frate mai mic Rob. Mama lor este de descendență olandeză, engleză, irlandeză și scoțiană, iar tatăl lor este un american de origine armeană. După ce părinții săi au divorțat în 1991, mama ei s-a recăsătorit din nou în același an, cu Caitlyn Jenner, pe atunci numit Bruce (Jenner și-a schimbat prenumele în Caitlyn din cauza schimbării de sex în 2015) – un medaliat cu aur la proba de decatlon de la Olimpiada de vară din anul 1976. Prin mariajul lor, Kim a căpătat noi frați-vitregi: Burton "Burt", Brandon și Brody; și sora vitregă Casey; plus două noi surori din mariaj: Kendall și Kylie Jenner.
În adolescență a învățat la Marymount High School, o școală romano-catolică de fete din Los Angeles. În 1994, tatăl lor l-a reprezentat pe jucătorul de fotbal american și actor O. J. Simpson în cazul cazul unui presupus omor comis de acesta. Simpson este nașul lui Kim Kardashian. Tatăl lui Kim a murit în 2003 din cauza cancerului.

## Viața personală
Kardashian a fost implicată într-o relație romantică cu Nick Lachey, Ray J, Ben Roethlisberger,  Nick Cannon și Damon Thomas.
Ea a divorțat de producătorul Damon Thomas în 2004 și este fondatoarea DASH, un magazin de modă din Calabasas, California.
În anul 2014 s-a căsătorit cu Kanye West, mariaj ce a durat 8 ani și împreună au  patru copii, pe North, Saint, Chicago și Psalm.

## Aparițiile media
Principala sursă de publicitate pentru Kardashian este prietenia cu Paris Hilton.
Ca și Hilton, Kardashian a fost surprinsă de către revistele de scandal pentru interesul față de cântărețul Justin Timberlake. Existența unei înregistrări video în care Kardashian este surprinsă în diferite ipostaze sexuale împreună cu fostul ei partener Ray J, a adus-o în atenția revistelor în anul 2007. Înregistrarea video a fost cumpărată de Vivid Video în 2007 pentru suma de 1 milion de dolari de la o sursă "neidentificată".. Înainte de lansarea acestui film pentru adulți Kardashian și-a anunțat intenția de a cere despăgubiri și de a cere oprirea distribuirii acestui film. Aceasta a fost prima confirmare publică de existență a înregistrării, pe care mai devreme o infirmase. În ciuda eminentului proces, distribuitorii de filme porno au permis comandarea în avans a casetei video în februarie 2007. Kardashian  apare pe coperta ediției din februarie/martie a revistei Complex și este model pentru produsele Christopher Brian.

## Filmografie

### Film
| An   | Titlu                                           | Rol         | Note           |
| ---- | ----------------------------------------------- | ----------- | -------------- |
| 2000 | Scream 3                                        | Camille     | 2 scene șterse |
| 2005 | Mulan II                                        | Warrior     |                |
| 2008 | Disaster Movie                                  | Lisa Taylor |                |
| 2009 | Deep in the Valley                              | Summa Eve   |                |
| 2013 | Temptation: Confessions of a Marriage Counselor | Ava         |                |

### Televiziune
| An           | Titlu                                | Rol            | Note                                 | Ref.                 |
| ------------ | ------------------------------------ | -------------- | ------------------------------------ | -------------------- |
| 2003–06      | The Simple Life                      | Ea însăși      | Guest star; 3 episoade               |                      |
| 2006         | Charmed                              | Naomi Williams | Recurring role; 5 episoade           |                      |
| 2007–prezent | Charmed                              | Ea însăși      | Rolul principal                      |                      |
| 2008         | Dancing with the Stars               | Ea însăși      | Contestant; 6 episoade               | [ 38 ]               |
| 2008         | Bad Girls Club                       | Ea însăși      | Hosted Reunion Special               |                      |
| 2009         | CSI: NY                              | Debbie Fallon  | Episodul: "Second Chances"           | [ 39 ]               |
| 2009         | Beyond the Break                     | Elle           | Recurring role; 4 episoade           | [ 40 ]               |
| 2009         | How I Met Your Mother                | Ea însăși      | Episodul: "Benefits"                 | [ 41 ]               |
| 2009–13      | Kourtney and Kim Take Miami          | Ea însăși      | Rolul principal; 19 episoade         | [ 42 ]               |
| 2009–11      | America's Next Top Model             | Ea însăși      | Guest star; 2 episoade               | [ 43 ] [ 44 ] [ 45 ] |
| 2010         | 90210                                | Ea însăși      | Episodul: "Senior Year, Baby"        | [ 46 ]               |
| 2011–12      | Kourtney and Kim Take New York       | Ea însăși      | Rolul principal; 18 episoade         | [ 47 ]               |
| 2011         | Khloé & Lamar                        | Ea însăși      | Recurring role; 3 episoade           | [ 48 ]               |
| 2012         | Last Man Standing                    | Ea însăși      | Episodul: "Tree of Strife"           | [ 49 ]               |
| 2012         | 30 Rock                              | Ea însăși      | Episodul: "Live from Studio 6H"      | [ 50 ]               |
| 2012         | Drop Dead Diva                       | Nikki LePree   | Recurring role; 4 episoade           | [ 51 ]               |
| 2012         | Punk'd                               | Ea însăși      | Episodul: "Ashton Kutcher"           | [ 52 ]               |
| 2014         | 2 Broke Girls                        | Ea însăși      | Episodul: "And the Reality Problem"  | [ 53 ]               |
| 2014         | American Dad!                        | Qurch (voce)   | Episodul: "Blagsnarst, A Love Story" | [ 54 ] [ 55 ]        |
| 2014–prezent | Kourtney and Khloé Take The Hamptons | Ea însăși      | Rolul principal                      |                      |

### În rolul propriei persoane
| An           | Titlu                           | Note                                                           |
| ------------ | ------------------------------- | -------------------------------------------------------------- |
| 2003–06      | The Simple Life                 | serial TV (3 episoade)                                         |
| 2007–prezent | Keeping Up with the Kardashians | serial TV                                                      |
| 2008         | Dancing with the Stars          | serial TV (6 episoade)                                         |
| 2009–prezent | Kourtney and Khloé Take Miami   | serial TV                                                      |
| 2009         | America's Next Top Model        | serial TV (1 episod: "Interview 101")                          |
| 2009         | How I Met Your Mother           | serial TV (1 episod: "Benefits")                               |
| 2010         | 90210                           | serial TV (1 episod: "Senior Year, Baby")                      |
| 2011         | Khloé & Lamar                   | serial TV (3 episoade)                                         |
| 2011–12      | Kourtney and Kim Take New York  | serial TV(18 episoade)                                         |
| 2011         | America's Next Top Model        | serial TV (1 episod: "LaToya Jackson")                         |
| 2012         | Last Man Standing               | serial TV (1 episod: "Tree of Strife")                         |
| 2012         | 30 Rock                         | serial TV (1 episod: "Live From Studio 6H") West Coast Version |
| 2012         | Punk'd                          | serial TV(1 episod)                                            |
| 2014         | Celebrities Undercover          | Episodul: "Wendy Williams & Kim Kardashian"                    |
| 2015–prezent | Dash Dolls                      | +producător executiv                                           |

## Discografie

### Single-uri
| Clasament (2011)                              | Titlu              | Poziție |
| --------------------------------------------- | ------------------ | ------- |
| U.S. Billboard Bubbling Under Hot 100 Singles | "Jam (Turn It Up)" | 17      |

## Premii și nominalizări
| An   | Lucrare nominalizată                            | Premiu | Rezultat     |
| ---- | ----------------------------------------------- | --- | ------------ |
| 2008 | Keeping Up with the Kardashians                 | Teen Choice Award Choice TV Female Reality/Variety Star                                                                      | Nominalizare |
| 2009 | Disaster Movie                                  | Golden Raspberry Award for Worst Supporting Actress                                                                          | Nominalizare |
| 2009 | Keeping Up with the Kardashians                 | Teen Choice Award Choice TV: Female Reality/Variety Star                                                                     | Nominalizare |
| 2010 | N/A                                             | Teen Choice Award Choice Female Hottie                                                                                       | Nominalizare |
| 2010 | N/A                                             | Teen Choice Award Choice Twit                                                                                                | Nominalizare |
| 2010 | Keeping Up with the Kardashians                 | Teen Choice Award Choice Female Reality/Variety Star (shared with Kourtney, Khloe, Rob, and Kris)                            | Câștigat     |
| 2011 | N/A                                             | Teen Choice Award Choice Female Hottie                                                                                       | Nominalizare |
| 2011 | Keeping Up with the Kardashians                 | Choice TV: Female Reality/Variety Star (shared with Kourtney, Khloe, Rob, and Kris)                                          | Câștigat     |
| 2012 | N/A                                             | Favorite TV Celeb Reality Star                                                                                               | Câștigat     |
| 2012 | Keeping Up with the Kardashians                 | Choice TV: Female Reality/Variety Star (shared with Kourtney, Khloe, Rob, and Kris)                                          | Câștigat     |
| 2013 | Keeping Up with the Kardashians                 | Teen Choice Award Choice TV: Female Reality/Variety Star (shared with Kourtney, Khloe, Rob, Kris, Kendall, Kylie, and Bruce) | Câștigat     |
| 2014 | Temptation: Confessions of a Marriage Counselor | Golden Raspberry Award for Worst Supporting Actress                                                                          | În așteptare |